# آلن مانوکیان
آلن مانوکیان (ارمنی: Ալեն Մանուկյան؛ فرانسوی: Alain Manoukian‎ زادهٔ ۱۹ فوریهٔ ۱۹۴۶) طراح مد فرانسوی ارمنی‌تبار و مالک گروه طراحی مانوکیان می‌باشد. وی فعالیت در عرصه صنعت طراحی مد را از سال ۱۹۷۲ شروع کرده است.
وی همچنین برندهٔ جوایزی همچون لژیون دونور و نشان شوالیه ملی لیاقت شده است.
در جریان زمین‌لرزه ۱۹۸۸ ارمنستان مانوکیان از نخستین ارسال‌کنندگان کمک‌های امدادی برای زلزله‌زدگان بود.